# Campionati europei di sollevamento pesi 1983
I Campionati europei di sollevamento pesi 1983, 64ª edizione della manifestazione, si svolsero a Mosca, in Unione Sovietica, dal 22 al 31 ottobre 1983; la gara mondiale venne considerata valida anche come campionato europeo e furono classificati i tre atleti del continente col miglior piazzamento.

## Titoli in palio
| Categoria            | Eventi         | Atleti |
| -------------------- | -------------- | ------ |
| Pesi mosca           | Fino a 52 kg   | 9      |
| Pesi gallo           | Fino a 56 kg   | 6      |
| Pesi piuma           | Fino a 60 kg   | 9      |
| Pesi leggeri         | Fino a 67.5 kg | 10     |
| Pesi medi            | Fino a 75 kg   | 12     |
| Pesi massimi leggeri | Fino a 82.5 kg | 20     |
| Pesi mediomassimi    | Fino a 90 kg   | 18     |
| Pesi massimi primi   | Fino a 100 kg  | 18     |
| Pesi massimi         | Fino a 110 kg  | 13     |
| Pesi supermassimi    | Oltre i 110 kg | 8      |

## Nazioni partecipanti
Le nazioni che hanno partecipato ai campionati furono 20 per un totale di 123 atleti partecipanti. Tra parentesi i partecipanti per nazione.
- Austria (2)
- Belgio (5)
- Bulgaria (10)
- Cecoslovacchia (10)
- Danimarca (3)
- Finlandia (4)
- Francia (3)
- Germania Est (10)
- Germania Ovest (7)
- Grecia (3)
- Israele (4)
- Italia (3)
- Norvegia (3)
- Polonia (10)
- Portogallo (4)
- Regno Unito (9)
- Romania (7)
- Svezia (6)
- Ungheria (10)
- Unione Sovietica (10)

## Risultati
| Evento  | Oro                 | Oro      | Argento             | Argento  | Bronzo             | Bronzo   |
| 52 kg   | 52 kg               | 52 kg    | 52 kg               | 52 kg    | 52 kg              | 52 kg    |
| ------- | ------------------- | -------- | ------------------- | -------- | ------------------ | -------- |
| Strappo | Neno Terzijski      | 115,0 kg | Jacek Gutowski      | 112,5 kg | Béla Oláh          | 107,5 kg |
| Slancio | Neno Terzijski      | 145,0 kg | Stefan Leletko      | 140,0 kg | Jacek Gutowski     | 137,5 kg |
| Totale  | Neno Terzijski      | 260,0 kg | Jacek Gutowski      | 250,0 kg | Stefan Leletko     | 247,5 kg |
| 56 kg   |                     |          |                     |          |                    |          |
| Strappo | Naim Sjulejmanov    | 130,0 kg | Oksen Mirzoyan      | 127,5 kg | Andreas Letz       | 120,0 kg |
| Slancio | Oksen Mirzoyan      | 165,0 kg | Andreas Letz        | 160,0 kg | Naim Sjulejmanov   | 160,0 kg |
| Totale  | Oksen Mirzoyan      | 292,5 kg | Naim Sjulejmanov    | 290,0 kg | Andreas Letz       | 280,0 kg |
| 60 kg   |                     |          |                     |          |                    |          |
| Strappo | Yourik Sargsyan     | 137,5 kg | Marek Seweryn       | 135,0 kg | Stefan Topurov     | 132,5 kg |
| Slancio | Stefan Topurov      | 180,0 kg | Yourik Sargsyan     | 175,0 kg | Gelu Radu          | 162,5 kg |
| Totale  | Yourik Sargsyan     | 312,5 kg | Stefan Topurov      | 312,5 kg | Gelu Radu          | 292,5 kg |
| 67,5 kg |                     |          |                     |          |                    |          |
| Strappo | Janko Rusev         | 145,0 kg | Andreas Behm        | 145,0 kg | Joachim Kunz       | 145,0 kg |
| Slancio | Joachim Kunz        | 195,0 kg | Janko Rusev         | 192,5 kg | Andreas Behm       | 192,5 kg |
| Totale  | Joachim Kunz        | 340,0 kg | Janko Rusev         | 337,5 kg | Andreas Behm       | 337,5 kg |
| 75 kg   |                     |          |                     |          |                    |          |
| Strappo | Vladimir Kuznecov   | 167,5 kg | Aleksandăr Vărbanov | 160,0 kg | Dragomir Cioroslan | 157,5 kg |
| Slancio | Aleksandăr Vărbanov | 210,0 kg | Zdravko Stoičkov    | 207,5 kg | Vladimir Kuznecov  | 202,5 kg |
| Totale  | Aleksandăr Vărbanov | 370,0 kg | Vladimir Kuznecov   | 370,0 kg | Zdravko Stoičkov   | 362,5 kg |
| 82,5 kg |                     |          |                     |          |                    |          |
| Strappo | Asen Zlatev         | 180,0 kg | Jurij Vardanjan     | 180,0 kg | László Barsi       | 165,0 kg |
| Slancio | Jurij Vardanjan     | 212,5 kg | Asen Zlatev         | 210,0 kg | Lubomír Vymazal    | 210,0 kg |
| Totale  | Jurij Vardanjan     | 392,5 kg | Asen Zlatev         | 390,0 kg | László Barsi       | 370,0 kg |
| 90 kg   |                     |          |                     |          |                    |          |
| Strappo | Blagoj Blagoev      | 190,0 kg | Viktor Solodov      | 185,0 kg | Andrzej Piotrowski | 170,0 kg |
| Slancio | Blagoj Blagoev      | 227,5 kg | Viktor Solodov      | 225,0 kg | Andrzej Piotrowski | 212,5 kg |
| Totale  | Blagoj Blagoev      | 417,5 kg | Viktor Solodov      | 410,0 kg | Andrzej Piotrowski | 382,5 kg |
| 100 kg  |                     |          |                     |          |                    |          |
| Strappo | Aleksandr Popov     | 187,5 kg | Pavel Kuznecov      | 182,5 kg | Vasile Groapă      | 180,0 kg |
| Slancio | Pavel Kuznecov      | 240,0 kg | Aleksandr Popov     | 235,0 kg | Andrzej Komar      | 227,5 kg |
| Totale  | Pavel Kuznecov      | 422,5 kg | Aleksandr Popov     | 422,5 kg | Andrzej Komar      | 407,5 kg |
| 110 kg  |                     |          |                     |          |                    |          |
| Strappo | Vjačeslav Klokov    | 192,5 kg | József Jacsó        | 185,0 kg | Ștefan Tașnadi     | 182,5 kg |
| Slancio | Vjačeslav Klokov    | 247,5 kg | József Jacsó        | 225,0 kg | Anton Baraniak     | 220,0 kg |
| Totale  | Vjačeslav Klokov    | 440,0 kg | József Jacsó        | 410,0 kg | Anton Baraniak     | 400,0 kg |
| +110 kg |                     |          |                     |          |                    |          |
| Strappo | Anatolij Pisarenko  | 205,0 kg | Aleksandr Kurlovič  | 205,0 kg | Pavel Khek         | 197,5 kg |
| Slancio | Anatolij Pisarenko  | 245,0 kg | Aleksandr Kurlovič  | 245,0 kg | Antonio Krăstev    | 237,5 kg |
| Totale  | Anatolij Pisarenko  | 450,0 kg | Aleksandr Kurlovič  | 450,0 kg | Antonio Krăstev    | 427,5 kg |

## Medagliere

### Grandi (totale)
Riferito al totale dell'esercizio: 7 nazioni sono entrate nel medagliere.
| Posiz. | Nazione          | Oro | Argento | Bronzo | Totale |
| ------ | ---------------- | --- | ------- | ------ | ------ |
| 1      | Unione Sovietica | 6   | 4       | 0      | 10     |
| 2      | Bulgaria         | 3   | 4       | 2      | 9      |
| 3      | Germania Est     | 1   | 0       | 2      | 3      |
| 4      | Polonia          | 0   | 1       | 3      | 4      |
| 5      | Ungheria         | 0   | 1       | 1      | 2      |
| 6      | Cecoslovacchia   | 0   | 0       | 1      | 1      |
| 6      | Romania          | 0   | 0       | 1      | 1      |
| Totale | Totale           | 10  | 10      | 10     | 30     |

### Grandi (totale) e Piccole (Strappo e slancio)
Riferito al totale dell'esercizio e delle due specialità: 7 nazioni sono entrate nel medagliere. 
| Posiz. | Nazione          | Oro | Argento | Bronzo | Totale |
| ------ | ---------------- | --- | ------- | ------ | ------ |
| 1      | Unione Sovietica | 16  | 13      | 1      | 30     |
| 2      | Bulgaria         | 12  | 8       | 5      | 25     |
| 3      | Germania Est     | 2   | 2       | 5      | 9      |
| 4      | Polonia          | 0   | 4       | 7      | 11     |
| 5      | Ungheria         | 0   | 3       | 3      | 6      |
| 6      | Romania          | 0   | 0       | 5      | 5      |
| 7      | Cecoslovacchia   | 0   | 0       | 4      | 4      |
| Totale | Totale           | 30  | 30      | 30     | 90     |